# Joseph Déry
Pour les articles homonymes, voir Joseph et Déry.
Joseph Déry, né en 1888 et décédé en 1972, a été bourgmestre de Saint-Josse-ten-Noode de 1944 à 1947.
Il fut le treizième premier magistrat de la commune.
Il est inhumé au cimetière de Saint-Josse-ten-Noode.